# فورد فوکوس آراس

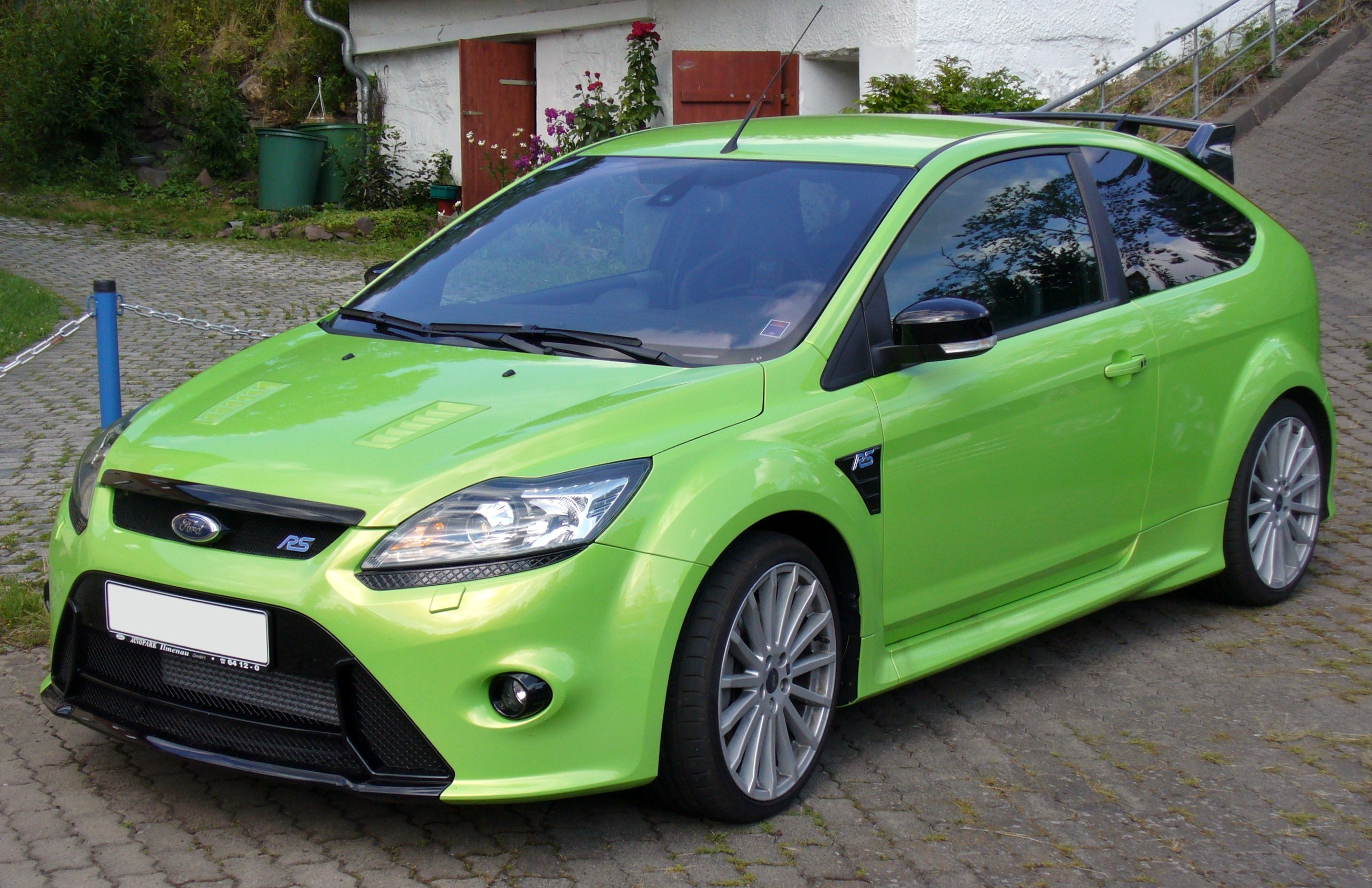

فورد فوکوس آراس (Ford Focus RS) خودرویی است که در سال‌های ۲۰۰۲ تا در آلمان تولید شده‌است.
طراحی آن خودروهای موتور جلو-محور جلو بوده است. 